# Nick of Time (album)

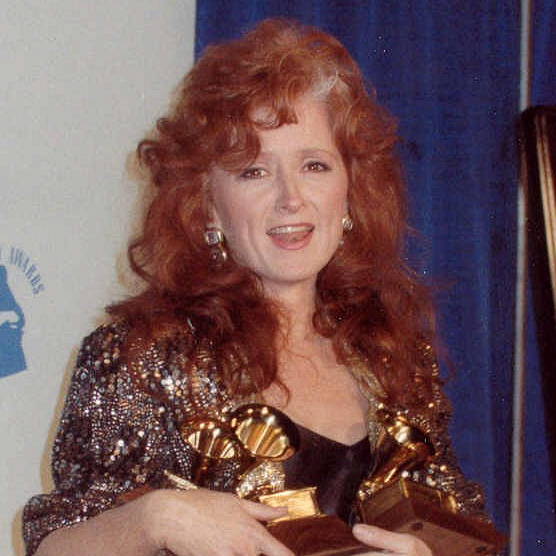
Raitt met de Grammy Awards die ze ontving voor dit album

Nick of Time is een blues-rockalbum van Bonnie Raitt. Het is haar tiende album, het kwam uit op 21 maart 1989.
Voor ze begon aan Nick of Time had Raitt de interesse van verschillende grote platenlabels. Rond deze tijd ontmoette ze producer Don Was, via Hal Wilner, die werkte aan een album voor Disney. Beiden wilden graag dat Raitt een volwassen versie van "Baby Mine" zou zingen, een lied uit de film Dumbo. Raitt was tevreden over de opnames, en ze vroeg Was haar nieuwe album te produceren.
Nick of Time kwam op nummer 1 in de Billboard 200, er werden vijf miljoen exemplaren van verkocht en Raitt ontving er in 1990 drie Grammy Awards. Voor het album kreeg ze de Grammy voor Album of the Year, en die voor Best Rock Vocal Performance, Female. De single "Nick of Time" kreeg de Grammy voor Best Pop Vocal Performance, Female.

## Tracklist
1. "Nick of Time" (Raitt) – 3:52
2. "Thing Called Love" (John Hiatt) – 3:52
3. "Love Letter" (Hayes) – 4:04
4. "Cry on My Shoulder" (Ruff) – 3:44
5. "Real Man" (Williams) – 4:27
6. "Nobody's Girl" (McNally) – 3:14
7. "Have A Heart" (Hayes) – 4:50
8. "Too Soon to Tell" (Bourke, Reid) – 3:45
9. "I Will Not Be Denied" (Williams) – 4:55
10. "I Ain't Gonna Let You Break My Heart Again" (David Lasley, Julie Lasley) – 2:38
11. "The Road's My Middle Name" (Raitt) – 3:31

## Muzikanten
- Bonnie Raitt – gitaar, piano, zang, achtergrondzang, slidegitaar
- Arthur Adams – gitaar
- Sweet Pea Atkinson – achtergrondzan
- Bill Bergman – saxofoon
- John Berry, Jr. – trompet, achtergrondzang
- Harry Bowens – achtergrondzang
- Tony Braunagel – percussie, drums, timbales
- Fran Christina – drums
- David Crosby – achtergrondzang
- Paulinho da Costa – percussie, conga
- Chuck Domanico – basgitaar, contrabas
- Dennis Farias – trompet
- Ricky Fataar – percussie, drums
- Marty Grebb – tenorsax
- Herbie Hancock – piano
- Heart Attack Horns – blaasinstrumenten

- Preston Hubbard – basgitaar
- James Hutchinson – basgitaar
- John Jorgenson – gitaar
- Michael Landau – gitaar
- David Lasley – achtergrondzang
- Jay Dee Maness – pedalsteelgitaar, steelgitaar
- Arnold McCuller – achtergrondzang
- Larry John McNally – achtergrondzang
- Graham Nash – achtergrondzang
- Michael Ruff – keyboard
- Johnny Lee Schell – steelstringgitaar, gitaar, achtergrondzang
- Greg Smith – trompet
- Swamp Dogg – piano
- Scott Thurston – keyboard
- Don Was – keyboard
- Kim Wilson – mondharmonica

## Hitlijsten

### Album
| Jaar | Lijst         | Positie |
| ---- | ------------- | ------- |
| 1990 | Billboard 200 | 1       |

### Singles
| Jaar | Single              | Lijst                  | Positie |
| ---- | ------------------- | ---------------------- | ------- |
| 1989 | "Nick of Time"      | Adult Contemporary     | 10      |
| 1989 | "Thing Called Love" | Mainstream Rock Tracks | 11      |
| 1990 | "Have a Heart"      | Adult Contemporary     | 3       |
| 1990 | "Have a Heart"      | Billboard Hot 100      | 49      |
| 1990 | "Nick of Time"      | Billboard Hot 100      | 92      |